# 97 г. пр.н.е.
97 (деветдесет и седма) година преди новата ера (пр.н.е.) е година от доюлианския (Помпилийски) римски календар.

## Събития

### В Римската република
- Консули са Гней Корнелий Лентул и Публий Лициний Крас. Цензори са Луций Валерий Флак и Марк Антоний Оратор.
- Римската войска в провинция Македония побеждава медите и дарданите.[1]
- Сенатът забранява човешките жертвоприношения.[2]
- Луций Корнелий Сула, като градски претор (praetor urbanus), организира игри, в които за първи път на арената се разиграва лов на лъвове. За целта в Рим са докарани 100 от тези животни и нумидийски ловци.[3]

## Родени
- Квинт Сервилий Цепион, римски политик (умрял 67 г. пр.н.е.)
- Фарнак II, понтийски цар на Боспорското царство (умрял 47 г. пр.н.е.)